# 블랙 아담 (영화)
《블랙 아담》(영어: Black Adam)은 2022년 개봉한 미국의 슈퍼히어로 영화이다. 자우메 코예트세라가 감독을 맡았으며, DC 코믹스의 캐릭터 블랙 아담을 주인공으로 한 작품이다.
블랙 아담은 2022년 10월 3일 멕시코시티에서 초연되었으며 10월 21일 미국에서 극장 개봉되었다. 비평가들로부터 엇갈린 평가를 받았으며 흥행에 실패하여 예산 최고 2억 6천만 달러 대비 전 세계적으로 총 3억 9,300만 달러의 수익을 올렸다.

## 줄거리
기원전 2600년, 칸다크의 폭군 아크-톤 왕은 백성들을 노예로 부려 신화 속 금속 에터니움을 채굴하고, 이를 이용해 사박의 왕관을 만들어 권력과 무적을 얻으려 한다. 아크-톤에 맞서 반란을 시도하던 중, 어린 노예 소년이 마법사 위원회에 의해 챔피언으로 선택되어 성인 슈퍼히어로로 변신한다. 그는 아크-톤을 죽이고 그의 통치를 끝낸다.
현재, 칸다크는 범죄 조직 인터갱에 억압받고 있다. 고고학자 아드리아나 토마스는 동생 카림과 동료 사미르, 이스마엘과 함께 사박의 왕관을 찾으려 한다. 무덤 안에서 아드리아나는 왕관을 얻지만, 인터갱은 사미르를 죽인다. 궁지에 몰린 그녀는 주문을 외워 잠자던 초인 전사 테스-아담을 깨운다. 아담이 인터갱을 학살하자, 미국 정부 관리 아만다 월러는 아담을 위협으로 간주하고, 저스티스 소사이어티에 그를 체포하라고 지시한다. 호크맨, 닥터 페이트, 사이클론, 아톰 스매셔로 구성된 저스티스 소사이어티는 아담의 살육을 막고, 그가 구원자가 아닌 감옥에 갇힌 살인자였음을 아드리아나에게 설명한다.
이스마엘은 인터갱 칸다크 지부의 수장이자 아크-톤의 마지막 후손임을 밝히고, 왕관을 숨긴 아드리아나의 아들 아몬을 납치한다. 일행은 아몬을 구하기 위해 왕관을 되찾아준다. 이스마엘은 아몬을 쏘려 하지만, 아담은 힘을 제어하지 못하고 이스마엘을 죽이고 아몬에게 부상을 입힌다. 죄책감에 사로잡힌 아담은 도망치고, 호크맨에게 칸다크의 챔피언은 자신의 아들 후루트였으며, 어머니를 죽인 아크-톤의 암살자들에게 살해당했음을 밝힌다. 후루트는 목숨을 구하기 위해 아담에게 힘을 주었고, 아담은 슬픔과 분노에 눈이 멀어 아크-톤을 살해하고 그의 궁전을 파괴했다. 마법사 위원회는 아담을 부적격자로 판단하고, 그를 왕관과 함께 감옥에 가두었다.
진정한 영웅이 될 자격이 없다고 생각한 아담은 자수하고, 저스티스 소사이어티는 그를 남극의 비밀 수중 태스크 포스 X 블랙 사이트로 데려가 에밀리아 하코트가 그를 정지 상태에 놓는다. 닥터 페이트는 호크맨의 임박한 죽음을 예감한다. 저스티스 소사이어티는 이스마엘이 아담을 속여 그를 사박으로 다시 태어나게 하려 한 것임을 깨닫는다. 사박은 지옥의 군단을 소환하여 칸다크를 공포에 떨게 하고, 저스티스 소사이어티는 사박을 막으려 하지만 실패한다. 닥터 페이트는 자신의 희생으로 호크맨의 죽음을 피할 수 있다고 믿고, 사박과 홀로 싸운다. 그는 영체 투사를 사용하여 사박에게 죽기 전에 아담을 풀어준다.
한편, 아몬, 아드리아나, 카림은 백성들을 모아 지옥 군단에 맞서 싸운다. 사박은 호크맨을 압도하지만, 아담이 때맞춰 도착하여 사박을 죽이고, 지옥 군단을 사라지게 한다. 저스티스 소사이어티는 아담과 좋은 관계를 맺고 떠나고, 아담은 칸다크에는 통치자가 아닌 보호자가 필요하다고 믿으며 옛 왕좌를 파괴한다. 그는 새로운 이름 블랙 아담을 갖게 된다.
쿠키 영상에서는 월러가 아담에게 칸다크를 떠나지 말라고 경고하고, 슈퍼맨이 그와 협상하겠다고 제안한다.

## 출연진
- 드웨인 존슨 : 테트아담 / 블랙 아담 역
- 노아 센티네오 : 앨 로스스틴 / 아톰 스매셔 역
- 알디스 호지 : 카터 홀 / 호크맨 역
- 세라 샤히 : 아드리아나 토마즈 역
- 퀸테사 스윈델 : 맥신 헝클 / 사이클론 역
- 피어스 브로스넌 : 켄트 넬슨 / 닥터 페이트 역
- 마르반 켄자리 : 이스마엘 역
- 비올라 데이비스 : 아만다 윌러 역
- 제임스 쿠사티모이어 : 사미르 역
- 보디 사봉기 : 아몬 토마즈 역
- 모 아메르 : 카림 역